# كاتدرائية التجلي (دنبرو)
كاتدرائية تجلي المخلص (بالأوكرانية: Спасо-Преображенський кафедральний собор، بالإنجليزية: Saviour's Transfiguration Cathedral، بالروسية: Спасо-Преображенский собор) هي الكنيسة الأرثوذكسية الشرقية الرئيسية في دنبرو، أوكرانيا. وهي إحدى كاتدرائيات أبرشية دنبروبيتروفسك التابعة للكنيسة الأرثوذكسية الأوكرانية (بطريركية موسكو)، تم تكريس الكاتدرائية في ذكرى تجلي يسوع.

## التاريخ
في التصميمات الرئيسية الأولية للمدينة، تم إعطاء الأولوية لفكرة بناء معبد كبير يعمل كمركز لدنبرو الجديدة. في 20 مايو 1787، تم وضع حجر الأساس من قبل إمبراطورة عموم روسيا كاترين الثانية وإمبراطور النمسا يوزف الثاني. يصور الأمير جريجوري بوتيمكين الكنيسة باعتبارها واحدة من المراكز الروحية في نوفوروسيا. وفقًا للروايات، لم يكتمل سوى بناء أساس الكاتدرائية بحلول عامي 1787 و1789، وكان على الخزانة الوطنية للإمبراطورية الروسية أن تدفع 71.102 روبلًامقابل ذلك البناء.
تأخر البناء بشكل كبير بسبب الحرب الروسية العثمانية، التي اندلعت بعد بضعة أشهر من بناء الكاتدرائية واستمرت حتى 1791. على وجه التحديد، توقف التمويل تماما.
في 29 مارس 1806، أمر الإمبراطور ألكسندر الأول بإحياء الخطط وتحديثها من قبل أرماند عمانويل دو بليسي دو ريشليو، ولكن البناء لم يبدأ حتى 1830. أصدر الإمبراطور ألكسندر الأول مرسومًا في 8 فبراير 1807، لتخصيص 69550 روبل، وبدأ العمل في غضون ثلاث سنوات. تم بناء الكاتدرائية على نطاق أصغر مما كان مخططًا له في الأصل.
تم تكريس الكاتدرائية في 1835. في 1888، تضرر المبنى بسبب زلزال، ثم بسبب القنابل أثناء الحرب العالمية الثانية.
عندما تم بناؤها على أحد التلال بجانب نهر دنيبر، أصبح تمثيلًا لكيفية تغير منطقة السهب وتحولها إلى مدينة. في 1930، تم إغلاق الكاتدرائية، وكان من المفترض هدمها بعد الثورة البلشفية. خلال الحرب العالمية الثانية، واصلت الكاتدرائية العمل تحت ذريعة المتحف. في 1941، تم استعادة الخدمات هنا مؤقتًا بموافقة السلطات الألمانية. يقع بجوار البوابة المركزية المقبرة الجماعية لأولئك الذين قتلوا في 1941 في الشوارع المحيطة. تم تحويل الكنيسة نفسها إلى مخزن ورق لدار نشر.
تم اقتراح إنشاء متحف للإلحاد داخل المبنى من 1975 إلى 1988. لذا ضمت أراضي الكاتدرائية متحف الدين والإلحاد حتى 1992.

## معرض

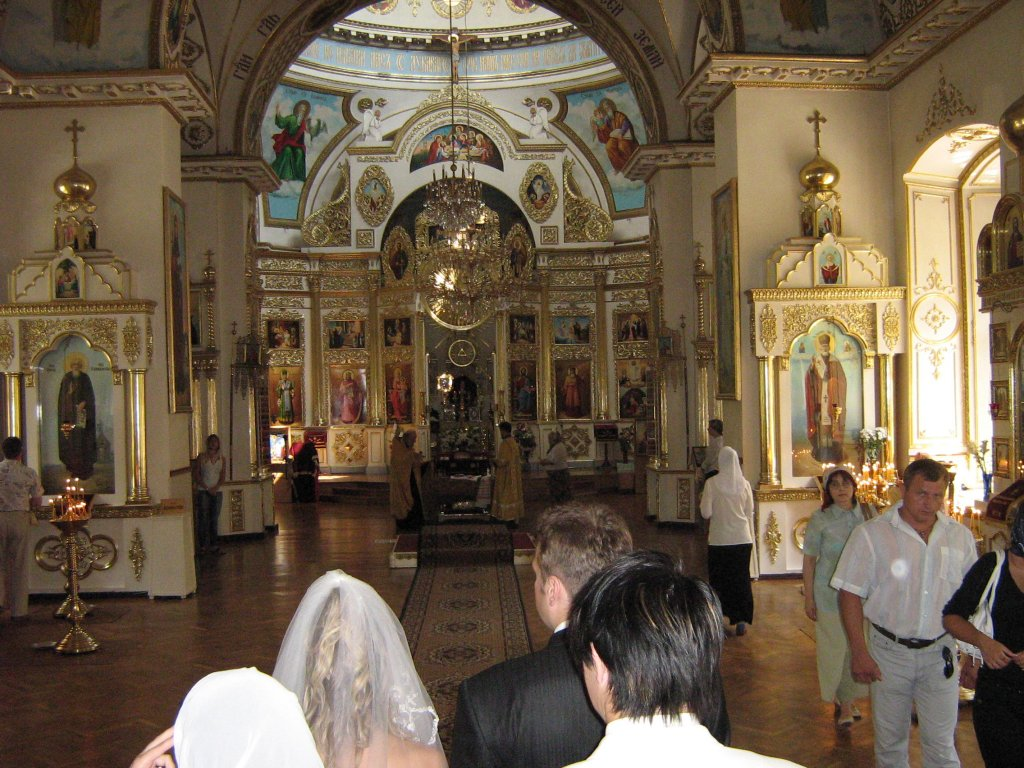
داخل الكاتدرائية في 2007
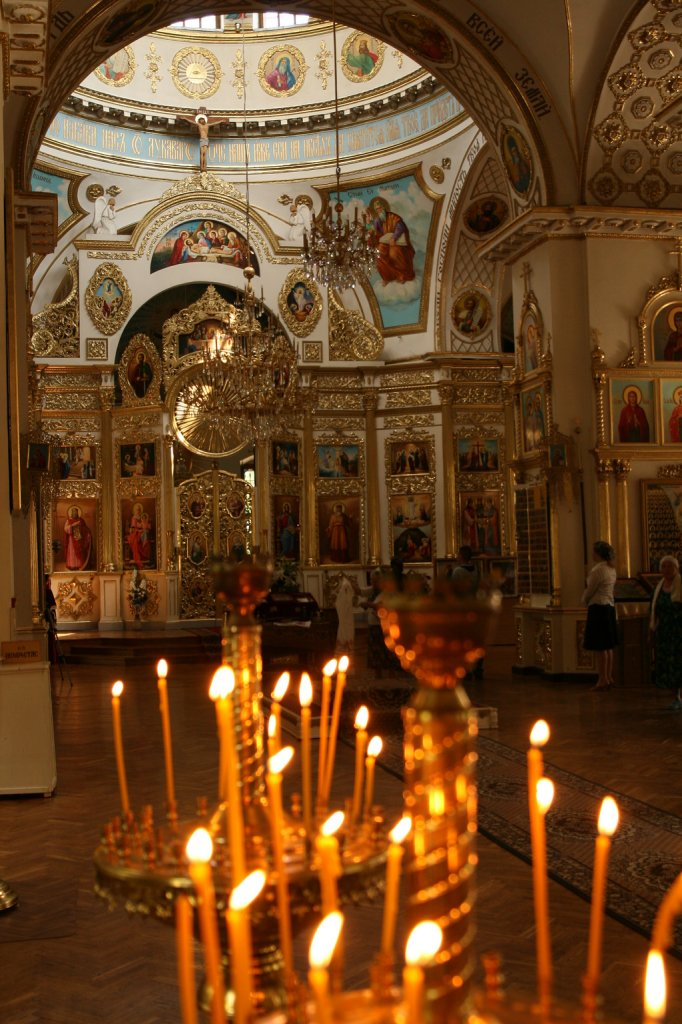
شموع مضاءة داخل الكاتدرائية في 2007
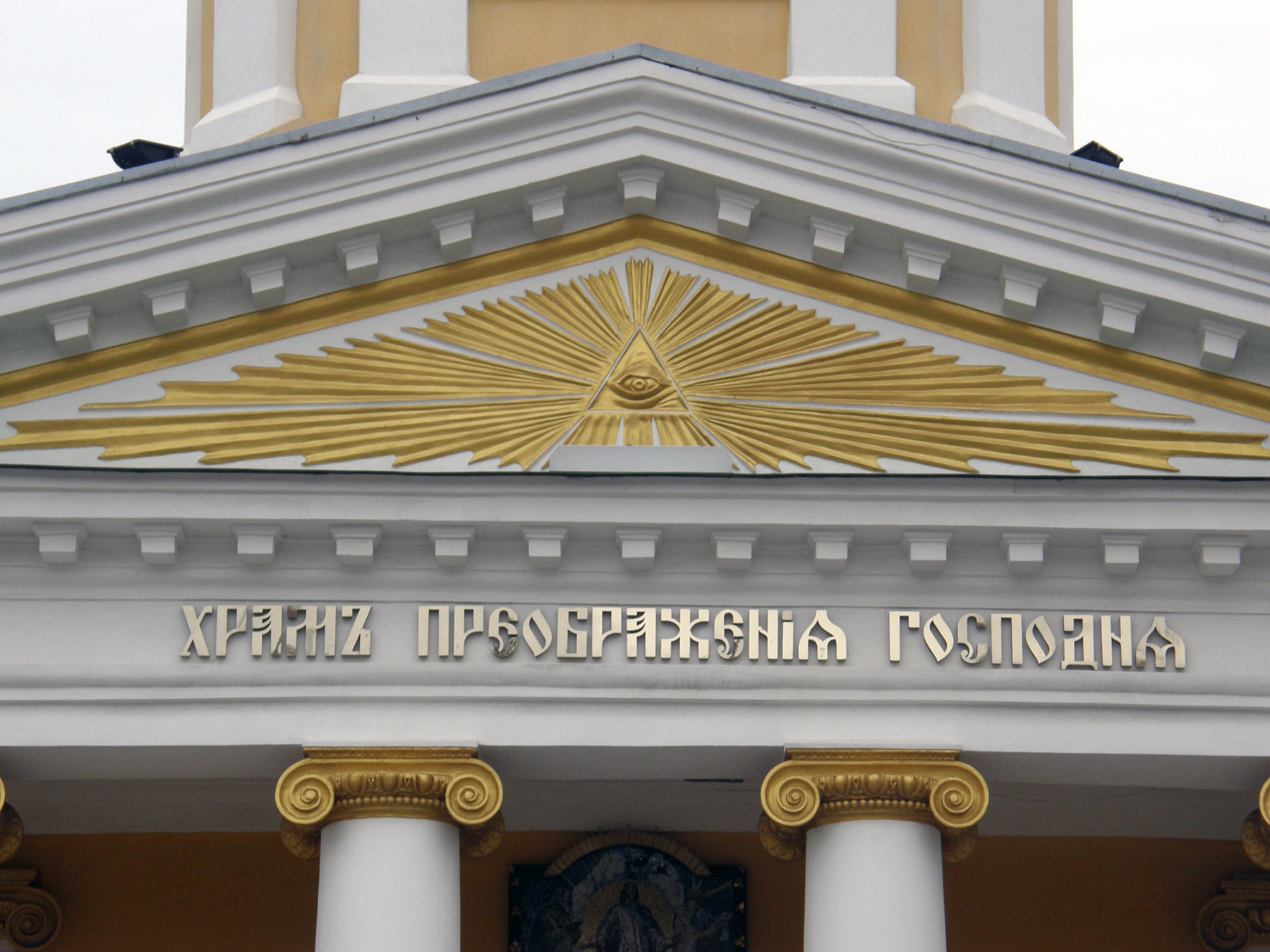
عين العناية الإلهية على الواجهة الأمامية في 2013
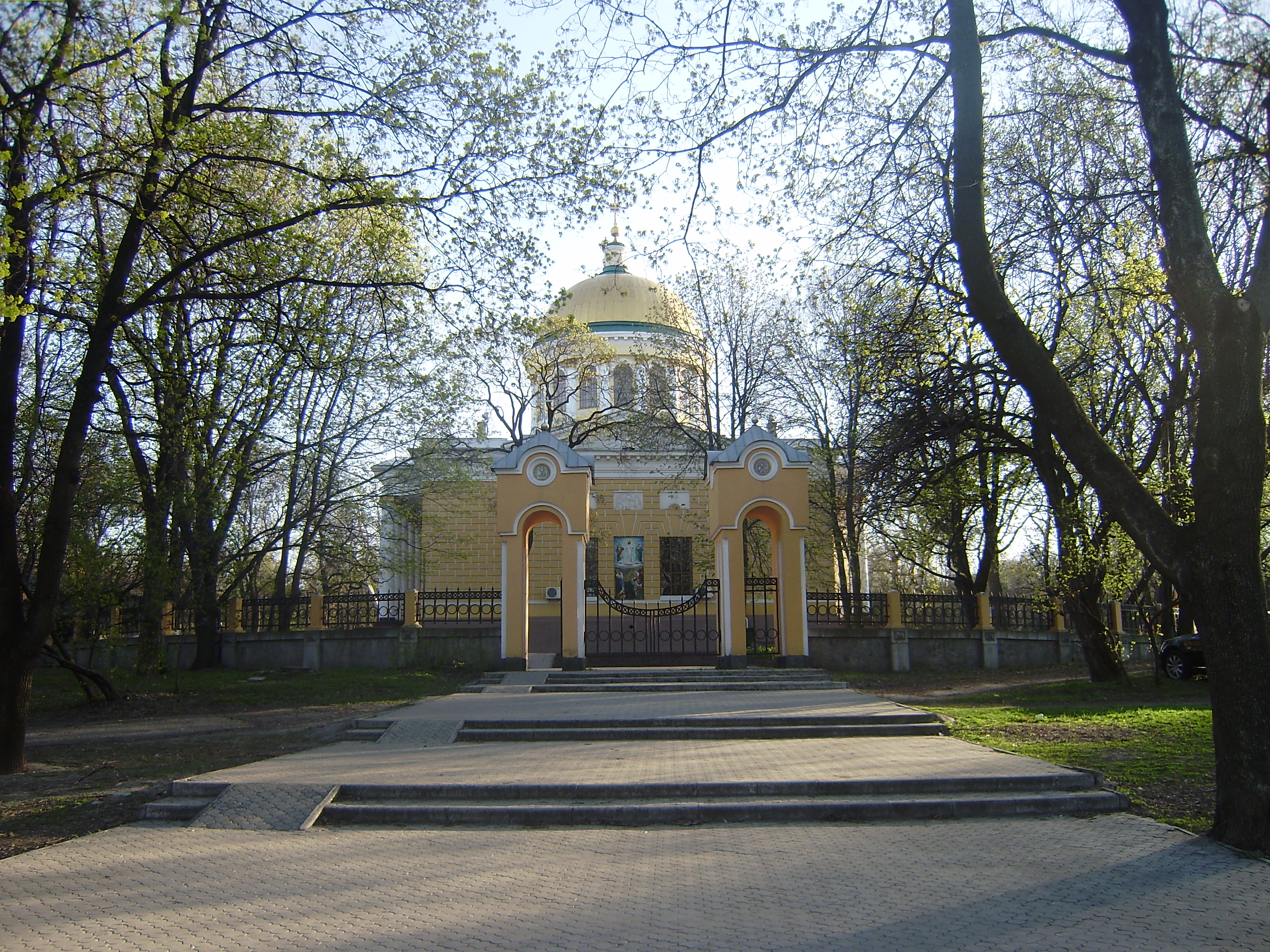
أحد بوابات مجمع الكاتدرائية في 2013
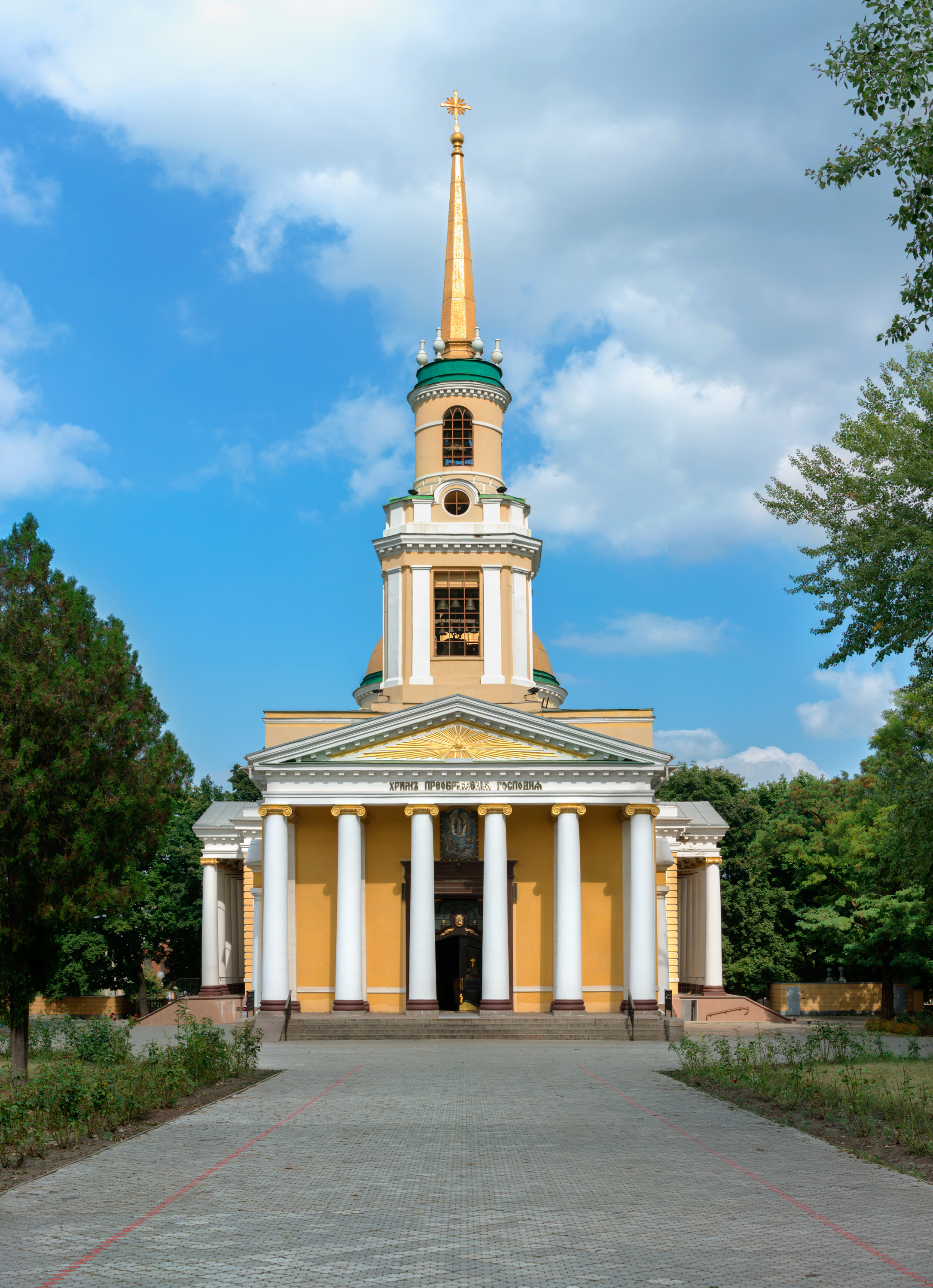
برج ناقوس الكاتدرائية في 2014
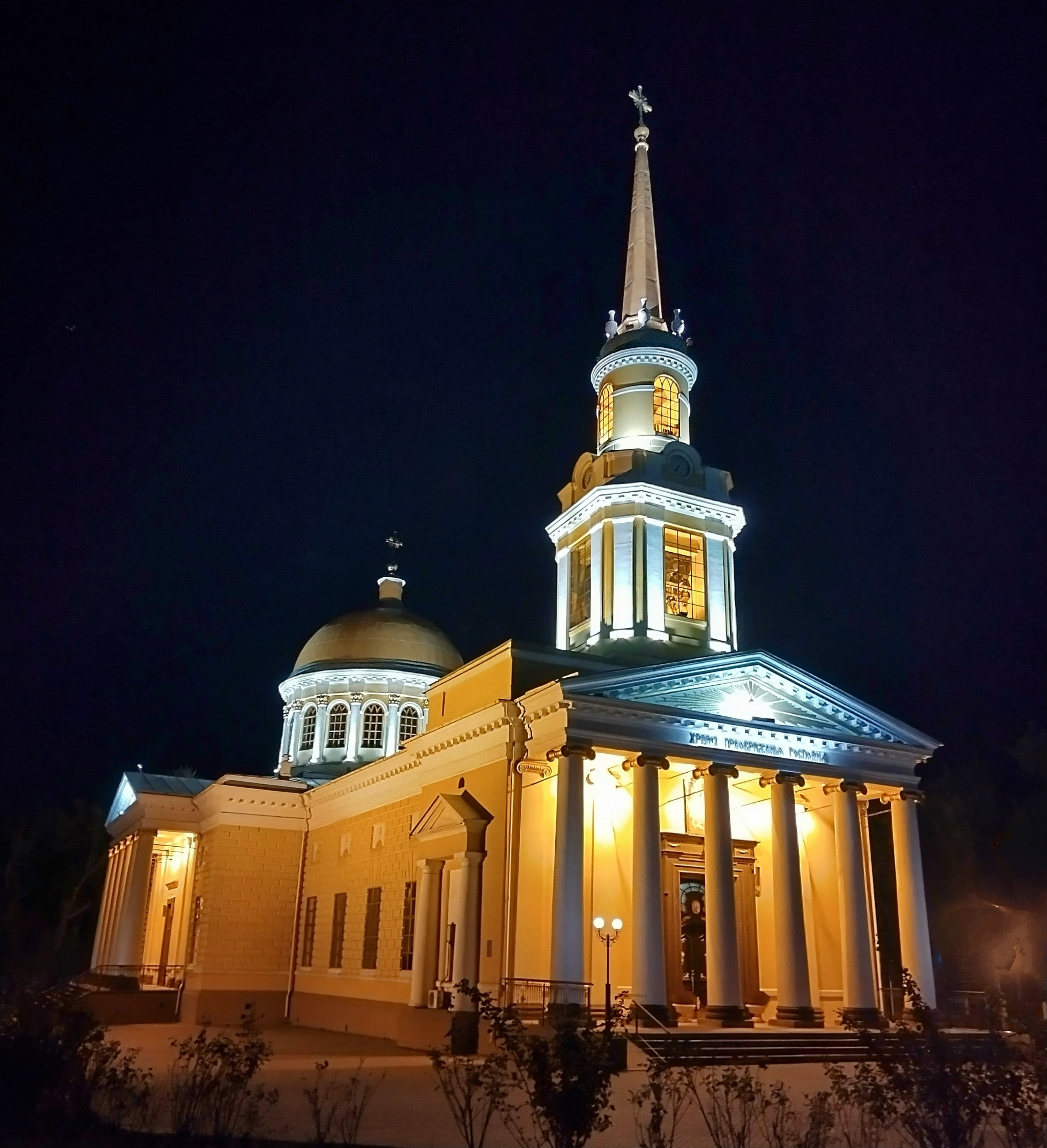
الكاتدرائية كما تبدو ليلاً في 2023